# Kaidžú

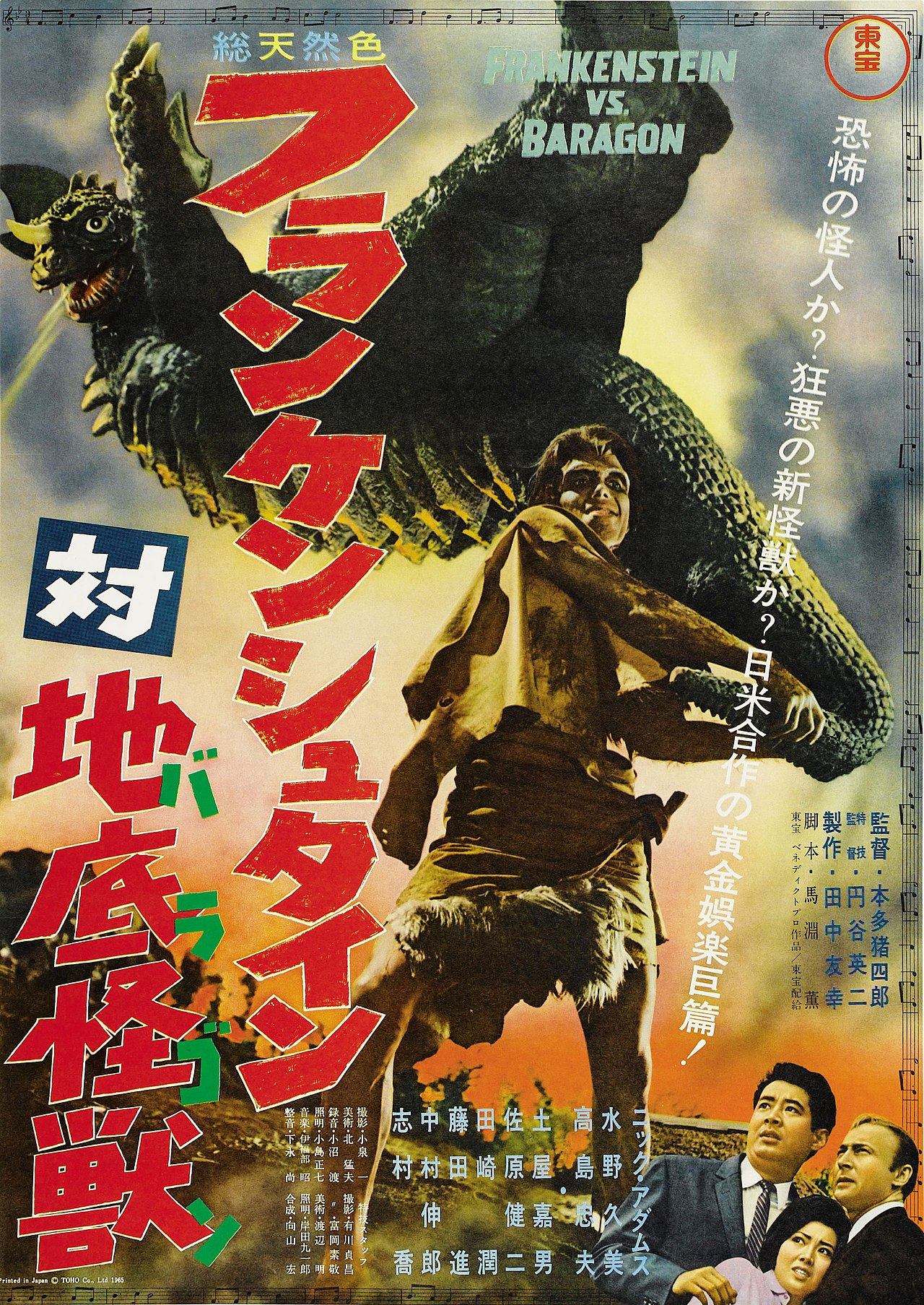
Plakát k Hondově filmu Frankenstein tai čitei kaidžú Baragon z roku 1965

Kaidžú (japonsky 怪獣, doslova „nezvyklá bestie“) je filmový žánr původem z poválečného Japonska na pomezí science fiction a fantasy, ve kterém je antagonistou nebo antihrdinou obrovská příšera.
Přerostlá monstra v těchto filmech bojují buď proti sobě, nebo pod palbou ozbrojených sil a navzdory snahám vědců devastují lidská sídla, nejčastěji Tokio. Neobvyklá velikost příšer má většinou spojitost s přírodní katastrofou nebo lidskou činností tj. industrializací, znečištěním prostředí nebo radioaktivitou. Vzhledem příšery kaidžú vychází z nadpřirozených bytostí jókai japonského folkloru. Na rozdíl od západních filmů, ve kterých byla monstra vytvářena většinou pomocí metody stop motion, využívají tradiční kaidžú filmy ke ztvárnění dvounohých příšer herce v kostýmech. Tento fakt je z jejich pohybů velmi zřejmý. Pohyby představují také přehnané lidské emoce, což vychází z tradice bunraku. Létající příšery ovládají loutkovodiči.
Prvním filmem tradičně považovaným za kaidžú je Godzilla z roku 1954. Film se dočkal přes 20 pokračování a několika rebootů a z pustošícího monstra se v některých z nich stal ochránce Japonska. Mezi další zástupce žánru patří filmy o létajícím Rodanovi (první 空の大怪獣 ラドン, Sora no daikaidžú Radon vyšel v roce 1956), můře jménem Mothra (モスラ, Mosura, 1961) a mimozemské Dogoře (宇宙大怪獣ドゴラ, Učú daikaidžú Dogora, 1965) režírované Iširó Hondou, přerostlé želvě Gameře řežíséra Noriakiho Juasy (大怪獣ガメラ, Daikaidžú Gamera, 1965), nebo Daimadžin, prastaré soše posedlé démonem (大魔神, Daimadžin, 1966) od Kimijošiho Jasudy. Před Godzillou bylo natočeno několik úspěšných amerických filmů o obřích monstrech, například King Kong s opicí z roku 1933, The Beast from 20,000 Fathoms s dinosaurem z roku 1953 nebo hmyzí Them! z roku 1954.
Po opadajícím zájmu na konci 60. let byl žánr oživen v 90. letech (trilogie o Gameře, reboot Godzilly) a nové filmy vznikají v Japonsku a mimo něj i v 21. století (franšíza MonsterVerse, Pacific Rim: Útok na Zemi).